# Луцій Манлій Капітолін
Лу́цій Ма́нлій Капітолі́н (лат. Lucius Manlius Capitolinus; V століття до н. е.) — політичний, державний і військовий діяч Римської республіки, військовий трибун з консульською владою 422 року до н. е.

## Біографія
Походив з патриціанського роду Манліїв. Про його батьків, дитячі роки відомостей не збереглося.
422 року до н. е. його було обрано разом з Квінтом Антонієм Мерендою і Луцієм Папірієм Мугілланом військовим трибуном з консульською владою. Про дії трибунів під час цієї каденції нічого невідомо.
З того часу про подальшу долю Луція Манлія Капітоліна згадок немає.